# The Target (Fallout)
"The Target" (em português: "O Alvo") é o segundo episódio da primeira temporada da série de televisão norte-americana de drama pós-apocalíptica Fallout, baseada na franquia de jogos eletrônicos de RPG de mesmo nome criada pela Interplay Entertainment e atualmente propriedade da Bethesda Softworks. O episódio foi escrito pelos desenvolvedores da série Geneva Robertson-Dworet e Graham Wagner e dirigido pelo produtor executivo Jonathan Nolan. Ele foi lançado no Amazon Prime Video no dia 10 de abril de 2024 junto com o restante da temporada.
A série retrata as consequências de uma guerra nuclear apocalíptica em uma história alternativa da Terra, onde os avanços na tecnologia nuclear após a Segunda Guerra Mundial levaram ao surgimento de uma sociedade retrofuturista e a uma subsequente guerra de recursos. Os sobreviventes se refugiaram em abrigos nucleares conhecidos como Refúgios (Vaults, no inglês), construídos para preservar a humanidade em caso de aniquilação nuclear. O episódio acompanha Lucy (Ella Purnell), uma jovem moradora do Refúgio 33 em busca de seu pai, Maximus (Aaron Moten), um escudeiro da Irmandade do Aço encarregado de localizar um cientista perigoso, e o Necrótico (Walton Goggins), um pistoleiro mutante em busca de uma recompensa.
O episódio recebeu análises extremamente positivas dos críticos, com elogios à sua direção, escrita e performances.

## Enredo
O Dr. Siggi Wilzig é um cientista que trabalha em uma instalação do Enclave, realizando experimentos comportamentais em cães. Ele fica com pena de um dos novos filhotes, CX404, depois que ele falha no teste de peso e decide salvá-lo da incineração. Logo depois, Wilzig resgata o cão de novas experiências e cria o CX404 em segredo. Wilzig desenvolve uma misteriosa pílula brilhante, que injeta em seu pescoço. CX404 é descoberto em seu laboratório por um cientista do Enclave; o cientista rapidamente aciona o alarme e ataca Wilzig, mas é morto por CX404. Logo depois ambos fogem da instalação.
Lucy explora as ruínas costeiras próximas do Refúgio 33 e encontra uma garrafa de 'Plano D', um veneno suicida da Vault-Tec que foi ingerido por uma família falecida há muito tempo. Ao passar sua primeira noite nos Ermos, a luz de sua fogueira atrai a atenção de Wilzig e CX404. Wilzig a aconselha que retornasse ao Refúgio 33 e avisa que, caso contrário, ela terá que se adaptar à dureza do mundo da superfície. No dia seguinte, Lucy busca informações sobre o paradeiro de seu pai e recebe instruções para ir até Filly, um assentamento próximo de sua localização. Mais tarde, Wilzig para em um depósito de resíduos perigosos para um breve descanso. Ele fica em estado de alerta ao encontrar ossos e restos humanos no local e rapidamente vai embora.
Maximus viaja com o Cavaleiro Titus e sua escolta na missão de caçar Wilzig e luta contra a atitude insensível de Titus. Titus e Maximus viajam a pé, localizando o depósito de lixo e também evidências da presença recente de Wilzig. Enquanto investigam o local, um urso mutante aparece e os ataca. Titus tenta fugir do urso mas acaba sofrendo um ataque brutal antes de Maximus matar a criatura. Titus exige que Maximus cure seus ferimentos, ameaçando ser punido por deixá-lo se machucar. Em resposta, Maximus diz a Titus que ele não merece ser um Cavaleiro e deixa Titus sucumbir aos ferimentos. Maximus adquire a Armadura T-60 de Titus e a utiliza para resolver uma disputa entre dois moradores da superfície.
Lucy localiza a cidade de Filly e pergunta a lojista Ma June sobre Lee Moldaver, a líder dos invasores que sequestraram seu pai. Ma June a avisa para retornar ao seu refúgio, expressando ódio por aqueles que tiveram a sorte de estar nos Refúgios quando as bombas caíram. Wilzig e CX404 chegam em Filly, querendo falar com Ma June, e mais uma vez avisa Lucy para voltar para casa. Wilzig também demonstra um conhecimento profundo do design do Refúgio 33, o que deixa Lucy bastante confusa. De repente, o Necrótico se revela e declara que está ali em busca da recompensa pelo Wilzig. Um tiroteio irrompe na cidade e Wilzig perde um pé. O Necrótico fere CX404 depois que ele tenta defender Wilzig e Lucy tenta neutralizar o Necrótico. Maximus logo aparece e ganha vantagem contra o Necrótico.
Ma June revela a Lucy que ela foi paga por Moldaver para transportar Wilzig até o local onde  os invasores estão. Por insistência de Wilzig, Ma June pede a Lucy que o leve para Moldaver, e que desta forma ela poderia encontrar seu pai. Maximus é derrotado pelo Necrótico devido à sua inexperiência com a Armadura, e é abruptamente expulso de Filly. Na sequência, o Necrótico cura CX404 para ajudá-lo a localizar Wilzig. Viajando em direção a Los Angeles, Wilzig tenta lutar contra seus ferimentos mas, após algum tempo de caminhada, aceita sua condição. Ele informa a Lucy que tomou uma pílula suicida 'Plano D' da Vault-Tec e a deixa encarrega de cortar sua cabeça e levá-la até Moldaver, prometendo que isso "mudará o futuro."

## Produção

### Desenvolvimento
Assim como a estreia da série, o segundo episódio foi dirigido pelo produtor executivo Jonathan Nolan.

### Filmagem
Muitas das cenas dos Ermos apresentadas no episódio, incluindo as casas em ruínas e o navio, foram filmadas na Costa dos Esqueletos na Namíbia.

### Trilha sonora
A trilha sonora foi composta por Ramin Djawadi. O episódio apresentou muitas músicas incluindo "Into Each Life Some Rain Must Fall" pelo The Ink Spots  e Ella Fitzgerald, "Don't Fence Me In" do Bing Crosby e The Andrews Sisters, "It's a Man" de Betty Hutton e "I Don't Want to Set the World on Fire" do The Ink Spots.

## Lançamento
O episódio estrou no dia 10 de abril de 2024 de maneira simultânea com o restante da temporada no Amazon Prime Video. Originalmente, a temporada estava programada para estrear em 12 de abril de 2024.

## Recepção
"The Target" recebeu análises extremamente positivas dos críticos. William Hughes do The A.V. Club avaliou o episódio com nota "A" e escreveu: "A estreia mostrou que esta equipe criativa poderia montar os blocos de construção para uma série de Fallout realmente ótima; o episódio dois deixa claro que eles realmente têm uma ideia bastante decente do que estão tentando criar."
Jack King da Vulture avaliou o episódio com 4 estrelas de 5, elogiando o desempenho de Purnell como Lucy enquanto ela navega em seu novo ambiente hostil. Ele escreveu: "Uma questão central da mídia pós-apocalíptica... sempre se concentrará em como lidamos com a ameaça de outros seres humanos depois que a civilização apodreceu. Com os recursos tão escassos e a maior parte daqueles que restam dependendo de seus recursos básicos instintos de sobrevivência para sobreviver, todos se tornam um risco potencial."
Sean T. Collins, em sua análise para o Decider, escreveu: "Comparado a incinerar o planeta, incinerar um cachorrinho é uma maneira muito pouco arriscada de abrir um episódio. No entanto, chama a atenção, e assim o segundo episódio de Fallout chamou minha atenção." Ross Bonaime do Collider, por sua vez, escreveu: "Apenas dois episódios depois, Fallout está encontrando uma grande mistura do mundo do jogo e sua própria história, criando um futuro intrigante e incerto.
Joshua Kristian McCoy do Game Rant deu ao episódio uma classificação de 4 estrelas de 5 e escreveu: ""The Target" anuncia a aptidão da série para ação, comédia e narrativa. Embora não seja uma experiência nova e inovadora, Fallout é um programa divertido que vale a pena conferir. É uma maratona excelente, se nada mais." Greg Wheeler do The Review Geek avaliou o episódio com 4 estrelas de 5 e escreveu: "Fallout está apenas começando a ficar interessante e há muitas variações no ambiente também. Como uma crítica, talvez haja um pouco de vegetação demais para os cinzas e amarelos escuros familiares que geralmente estão dentro da paleta de Fallout, mas isso não prejudica a história."